# Ángela Vallvey
Ángela Vallvey (San Lorenzo de Calatrava, 1964) è una scrittrice spagnola.
Ha studiato storia contemporanea all'Università di Granada, dopo antropologia e filosofia. 
Comincia a scrivere letteratura per l'infanzia e più tardi poesia. Collabora con varie emittenti radiofoniche e televisive (Herrera en la onda, Madrid opina e Las mañanas de cuatro)

## Premi e riconoscimenti
- Premio Jaén de Poesia (1999): El tamaño del universo
- Premio Nadal LVII (2002): Los estados carenciales.
- finalista del Premio Planeta (2008): L'assassinio come arte poetica (Muerte entre poetas)

## Opere
- Mientras los demás bailan (2014)
- La velocidad del mundo (2012)
- El hombre del corazón negro (2011)
- L'assassinio come arte poetica (Muerte entre poetas) (2008) - Guanda, 2010. ISBN 9788860888563
- Le bambole sono tutte carnivore (Todas las muñecas son carnívoras) (2006) - Guanda, 2009. ISBN 9788860887023
- La città del diavolo (La ciudad del diablo) (2005) - Guanda, 2007. ISBN 9788860880161
- Kippel y la mirada electrónica (1995)
- Capitales de tiniebla (1997)
- Vida sentimental de Bugs Bunny (1997)
- Donde todos somos John Wayne (1997)
- El tamaño del universo (1998)
- A caccia dell'ultimo uomo selvaggio (A la caza del último hombre salvaje) (1999) - Feltrinelli, 2001. ISBN 8807701332
- enlared.com (2000)
- Vías de extinción (2000)
- Extraños en el paraíso (2001)
- Los estados carenciales (2002)
- No lo llames amor (2003)